# ホリデー快速

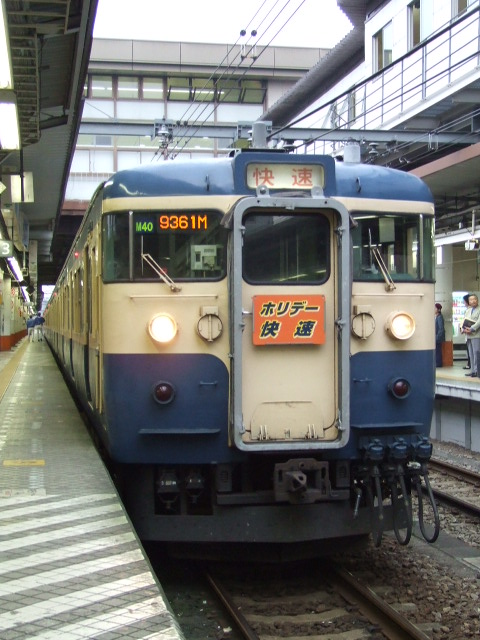
ホリデー快速に使用されていた115系

ホリデー快速（ホリデーかいそく）とは、東日本旅客鉄道（JR東日本）で運行される臨時快速列車の列車愛称。あくまで列車名の一部であり、正式な列車種別ではない。

## 概要
おもに土曜日・休日に運転される行楽向けの臨時列車は、日本国有鉄道（国鉄）時代から各地で運行されていた。このうちJR東日本では、1990年頃から小さな旅キャンペーンの一環として、首都圏近郊で運行されるものにホリデー快速と冠して統一性を打ち出した。
しかし、2000年代以降は使用車両の多くが老朽化で廃車となって利用の少ない列車が廃止される一方で、好調のものは特急に格上げされるなどしており、減少傾向にある。そのため運賃と指定料金だけで乗れたものが乗車区間に応じた特急料金になっており実質値上げになっている。
使用車両は多くが急行形電車であったが、それらが消滅して以降は通勤形電車（ロングシート・トイレなし）による運行が大半となった。しかし、「ホリデー快速鎌倉」や「ホリデー快速あたみ」のように全車指定席とした列車では特急形電車を使用している例もある。

## ホリデー快速の一覧
運行区間は現在運行中のものはその時点でのものを、廃止されたものは最終運行時点でのものを記載する。

### 現在運行中の列車
- ホリデー快速おくたま（東京駅・新宿駅 - 青梅駅、青梅駅 - 奥多摩駅）

### 過去の列車
- ホリデー快速ピクニック（新宿駅 - 河口湖駅）
- ホリデー快速河口湖（新宿駅 - 河口湖駅）
- ホリデー快速富士山（新宿駅 - 河口湖駅）
- ホリデー快速みたけ（新宿駅 - 御嶽駅）
- ホリデー快速あきがわ（東京駅・新宿駅 - 武蔵五日市駅）
- ホリデー快速鎌倉（吉川美南駅 - 鎌倉駅）
- ホリデー快速鎌倉路（高崎駅 - 逗子駅）
- ホリデー快速あかぎ鎌倉（伊勢崎駅 - 逗子駅）
- ホリデー快速ときわ鎌倉（勝田駅 - 鎌倉駅）
- ホリデー快速ベイ・ドリームMAIHAMA（東京駅 - 宇都宮駅）
- ホリデー快速日光（八王子駅 - 日光駅）
- ホリデー快速むさしの（大宮駅 - 八王子駅）
- ホリデー快速ビュー鎌倉（新宿駅 - 鎌倉駅）
- ホリデー快速ビュー湘南（新宿駅 - 平塚駅・小田原駅）
- ホリデー快速湘南日光（平塚駅 - 日光駅）
- ホリデー快速ビューやまなし（新宿駅 - 小淵沢駅）
- ホリデー快速湘南号（青梅駅 - 小田原駅）
- ホリデー快速あたみ号（青梅駅 - 小田原駅）

## ホリデー特急
JR東日本では1990年頃、土休日に特急形の185系を使用する特急列車、ホリデー特急が運行された。いずれも湘南と多摩地域を新宿経由で結ぶものだった。

### ホリデー特急の一覧
- ホリデー特急たかお（高尾駅 - 大船駅・鎌倉駅）
- ホリデー特急おくたま（大船駅 → 奥多摩駅）
- ホリデー特急おうめ（鎌倉駅 → 青梅駅）
- ホリデー特急かまくら（奥多摩駅 → 鎌倉駅）